# Kanton Salon-de-Provence-2
Salon-de-Provence-2 is een kanton van het Franse departement Bouches-du-Rhône. Het kanton maakt deel uit van de arrondissementen Arles (1 gemeente), Aix-en-Provence (2 gemeenten) en Istres (1 gemeente). In 2018 telde het 71.341 inwoners.
Het kanton werd gevormd ingevolge het decreet van 27 februari 2014 met uitwerking op 22 maart 2015, met Salon-de-Provence als hoofdplaats.

## Gemeenten
Het kanton omvat de volgende gemeenten:
- Grans
- Miramas
- Saint-Martin-de-Crau
- Salon-de-Provence (westelijk deel)